# Jamboree
Jamboree, Jambo – termin odnoszący się do międzynarodowych zlotów skautowych, stosowany od 1920.
Wyróżnia się:
- światowe jamboree skautowe – World Scout Jamboree,
- jamboree regionów skautowych (kontynentów),
- jamboree kilku państw,
- jamboree narodowe.

## Światowe Jamboree Skautowe – World Scout Jamboree
Światowe Jamboree Skautowe to odbywające się regularnie co cztery lata wydarzenie Światowej Organizacji Ruchu Skautowego (WOSM). Organizatorem jamboree jest krajowa organizacja członkowska WOSM lub alians takich organizacji. Decyzję o powierzeniu prawa do goszczenia jamboree podejmuje Światowa Konferencja Skautowa, która jest walnym zjazdem WOSM.
- 1913 – zlot skautów z całego świata w Birmingham, Wielka Brytania (wśród 30 000 uczestników znalazła się 56-osobowa grupa instruktorów z Polski z Michałem Affanasowiczem i Andrzejem Małkowskim na czele)
- 1920 – I Zlot Międzynarodowy (Jamboree) – Olympia Hall, Londyn, Wielka Brytania (Roberta Baden-Powella obwołano Chief Scout of the World, Naczelnym Skautem Świata). Do londyńskiej Olympia Hall przybyło około 8000 skautów z 34 krajów, także wrogich sobie niegdyś narodów, walczących ze sobą podczas I wojny światowej.
- 10-17 sierpnia 1924 – II Jamboree – Ermelunden, Kopenhaga, Dania Uczestniczyło w nim 12 000 skautów z 36 krajów.
  - Polska reprezentacja w liczbie 160 osób przypłynęła z Gdyni polskim statkiem „Warta”. Właściwą reprezentację stanowiło 48 harcerzy i 5 instruktorów pod wodzą Adolfa Heidricha. Pozostali uczestnicy tworzyli tzw. wyprawę zamorską, którą kierował Jan Grabowski.
- 1929 – III Jamboree – Arrowe Park, Birkenhead, Wielka Brytania

W Birkenhead spotkało się 55 000 skautów z 69 krajów. Z tej okazji król Jerzy VI nadał Baden-Powellowi tytuł „lord of Gilwell”. W rok później Olave Baden-Powell otrzymała tytuł Chief Guide of the World, naczelnej Skautki Świata.
- 1933 – IV Jamboree – Gödöllő k. Budapesztu, Węgry

Mimo swych 76 lat, Baden-Powell nadal wydawał się być krzepkim i przedsiębiorczym u boku swej 44 letniej żony.
- 1937 – V Jamboree – Vogelenzang-Bloemendaal, Holandia

Baden-Powell przeczuwał, że znowu wybuchnie wojna. Przeczuwał także coś jeszcze: „Pora już – wołał przez głośniki do uczestników międzynarodowego spotkania skautów – żebym wam powiedział ‘good bye’. Wiecie, że wielu z nas nie spotka się więcej na tym świecie. Mam 81 rok życia i mój koniec jest bliski. Jednakże dla większości z was życie dopiero się zaczyna”.
- 1947 – VI Jamboree – Moisson, Francja

W dwa lata po zakończeniu wojny – w 1947, gdy miasta zwaśnionych krajów leżały jeszcze w gruzach, odbyło się szóste Jamboree.
Odwiedzającym go w jego kenijskim domu skautkom i skautom Baden-Powell wpajał, że ich zadaniem jest zatroszczyć się o pojednanie narodów zaraz po zakończeniu wojny i tak szybko, jak to będzie możliwe, zorganizować VI Jamboree. Szóste Jamboree, wielkie międzynarodowe spotkanie skautów, wielkie pojednanie młodych – jakże często o nim mówił w ostatnich latach życia...Sam go jednak nie doczekał. Robert Baden-Powell, lord of Gilwell, Naczelny Skaut Świata, odszedł 8 stycznia 1941.
- 1951 – VII Jamboree – Salzkammergut, Bad Ischl, Austria
- 1955 – VIII Jamboree – Niagara on the Lake, Kanada
- 1957 – IX Jamboree w Sutton Park, Wielka Brytania
- 1959 – X Jamboree – Mt. Makiling, Filipiny
- 1963 – XI Jamboree – Maraton, Grecja
- 1967 – XII Jamboree – Farragut State Park, Idaho, Stany Zjednoczone
- 1971 – XIII Jamboree – Asagiri Heights, Japonia
- 1975 – XIV Jamboree – Mjøsa, Lillehammer, Norwegia
- 1979 – World Jamboree Year, planowane XV Jamboree – Neyshabur, Iran – nie odbyło się, w zamian zorganizowano międzynarodowe obozy w Kanadzie, Szwecji, Szwajcarii i Stany Zjednoczone
- 1983 – XV Jamboree – Kananaskis Country, Alberta, Kanada
- 1988-1989 – XVI Jamboree – Cataract Scout Park, Nowa Południowa Walia, Australia
- 1991 – XVII Jamboree – Mt. Sorak National Park, Korea Południowa
- 1995 – XVIII Jamboree – Flevoland, Holandia
- 1998-1999 – XIX Jamboree – Picarquin, Chile

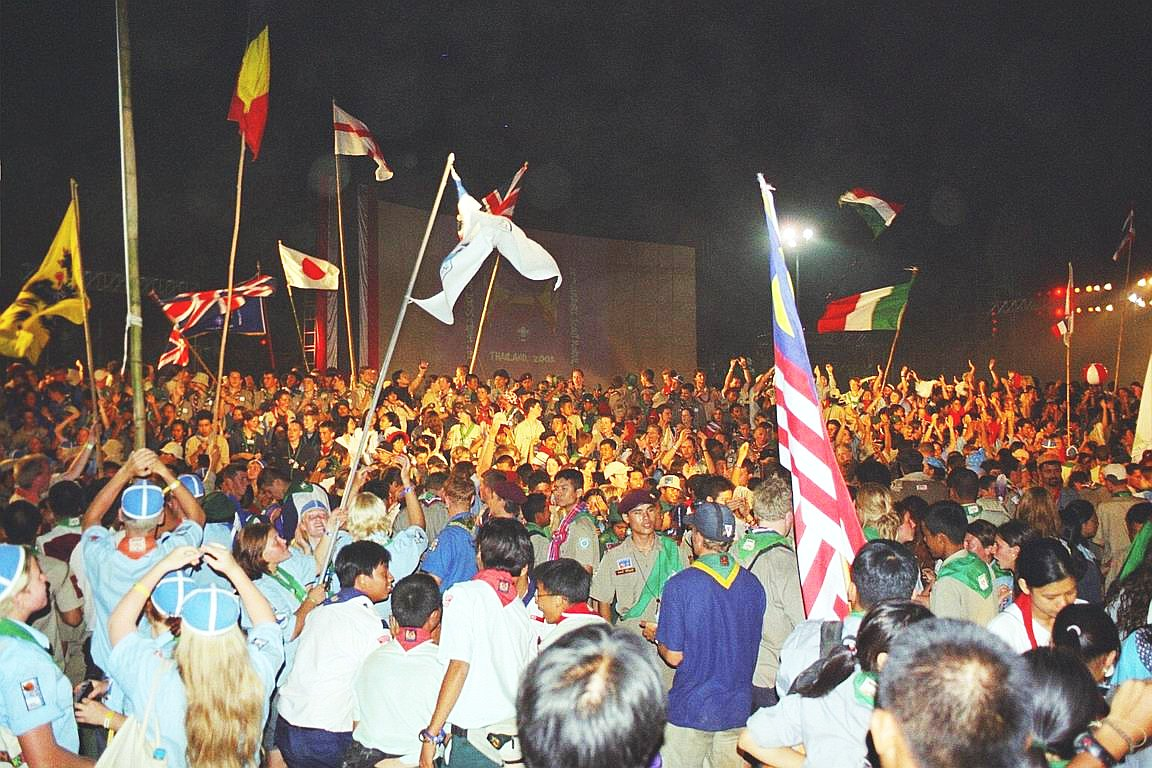
XX Światowe Jamboree

- 2002-2003 – XX Jamboree – Sattahip, Chonburi Province, Tajlandia
- 2007 – XXI Jamboree – Hylands Park, Essex, Wielka Brytania (z okazji 100-lecia skautingu), „One World One Promise”)
- 2011 – XXII Jamboree – Rinkaby, Kristianstad, Szwecja, „Simply scouting”
- 2015 – XXIII Jamboree – Japonia, k. Hiroszimy
- 2019 – XXIV Jamboree – Jamboree Ameryki Północnej, odbywające się w Wirginii Zachodniej (organizowane wspólnie przez Scouts Canada, Asociación de Scouts de México i Boy Scouts of America)[1]
- 2023 – XXV Jamboree – Saemangeum, Korea Południowa[2] (Związek Harcerstwa Polskiego był jednym z dwóch kandydatów do jego organizacji[3])
- 2027 – XXVI Jamboree – Gdańsk, Polska (planowane, organizator: Związek Harcerstwa Polskiego, miejsce: Wyspa Sobieszewska)[4]

## Europejskie Jamboree Skautowe – European Scout Jamboree

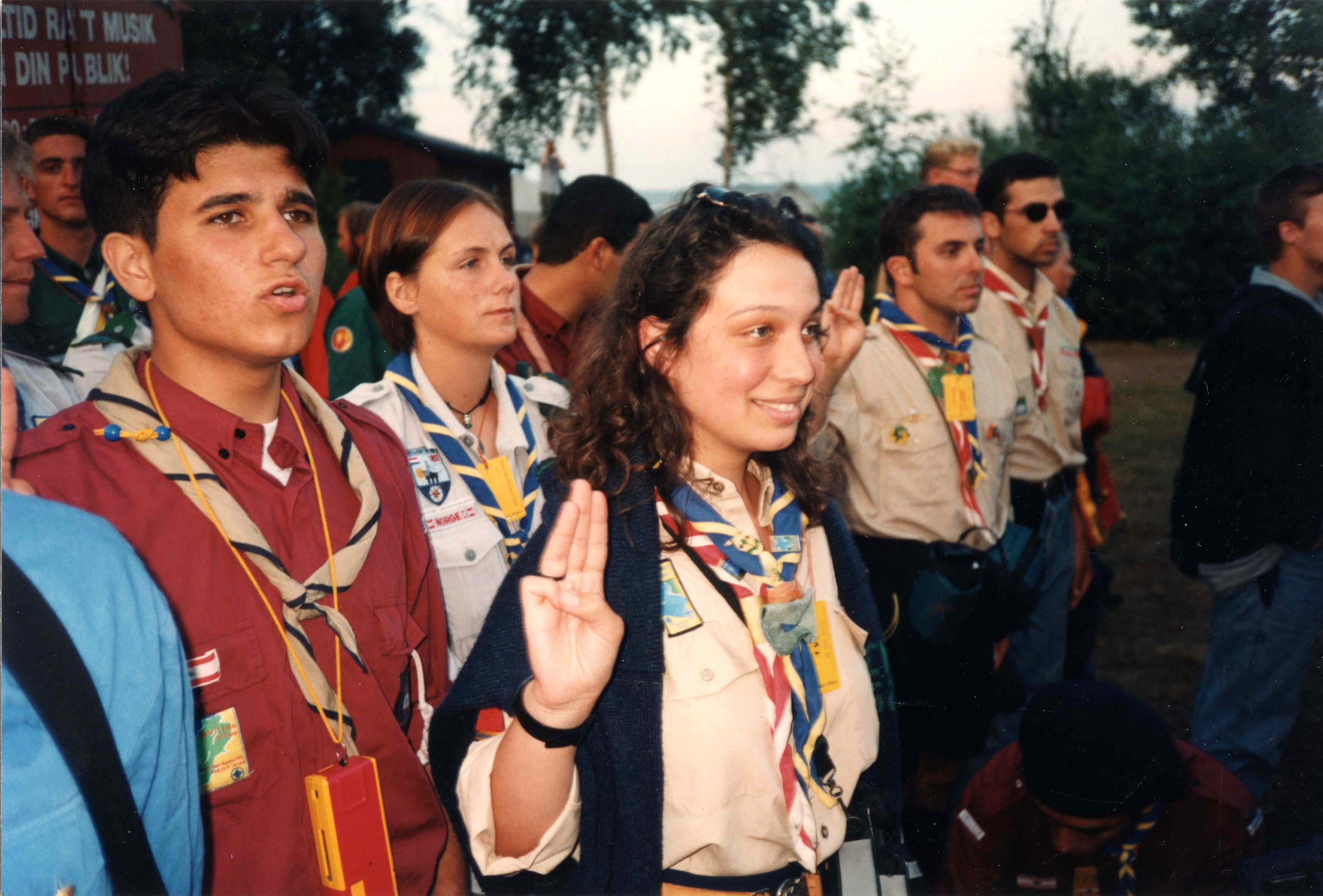
zlot Wędrowników Rover Moot w 1996

### organizowane przez WOSM / WAGGGS
- 1994 – EuroJam (European Scout Jamboree) – Dronten, Flevoland, Holandia
- 2005 – EuroJam (European Scout Jamboree) – Hylands Park, Essex, Wielka Brytania
- 2020 – European Jamboree – Wyspa Sobieszewska, Gdańsk, Polska[5]; przedsięwzięcie z powodu pandemii COVID zostało najpierw przełożone na kwiecień 2021, ale w listopadzie 2020 ostatecznie je odwołano[6].

### organizowane przez FSE
- 2003 – EuroJam (European Scout Jamboree) – Żelazko (gmina Ogrodzieniec), Klucze (gmina Klucze), Polska
- 2014 – EuroJam (European Scout Jamboree) – Saint-Evroult-Notre-Dame-du-Bois, Normandia, Francja

## Narodowe Jamboree – National Jamboree
m.in.:
- 1924 – I Narodowy Zlot Harcerzy w Warszawie (ZHP)
- 1929 – II Narodowy Zlot Harcerzy w Poznaniu (ZHP)
- 1935 – Jubileuszowy Zlot ZHP w Spale (ZHP)
- 1937 – 1st National Scout Jamboree Boy Scouts of America w Washington D.C.
- 1950 – 2nd National Scout Jamboree Boy Scouts of America w Valley Forge (Pensylwania)
- 1953 – 3rd National Scout Jamboree Boy Scouts of America w Irvine Ranch (Kalifornia)
- 1957 – 4th National Scout Jamboree Boy Scouts of America w Valley Forge (Pensylwania)
- 1960 – 5th National Scout Jamboree Boy Scouts of America – Colorado Springs (Kolorado)
- 1964 – 6th National Scout Jamboree Boy Scouts of America w Valley Forge (Pensylwania)
- 1969 – 7th National Scout Jamboree Boy Scouts of America w Farragut State Park (Idaho)
- 1973 – 8th National Scout Jamboree Boy Scouts of America w Moraine State Park (Wirginia) i Farragut State Park (Idaho)
- 1977 – 9th National Scout Jamboree Boy Scouts of America w Moraine State Park (Pensylwania)
- 1981 – 10th National Scout Jamboree Boy Scouts of America w Fort A.P.Hill (Wirginia)
- 1981 – Jubileuszowy Zlot 70-lecia Harcerstwa Polskiego – Kraków-Błonia (ZHP)
- 1985 – 11th National Scout Jamboree Boy Scouts of America w Fort A.P.Hill (Wirginia)
- 1988 – Zlot ZHP 1988 na Warmii i Mazurach (potocznie nazywany Zlotem Grunwaldzkim)
- 1989 – 12th National Scout Jamboree Boy Scouts of America w Fort A.P.Hill (Wirginia)
- 1991 – Zlot 80-lecia Harcerstwa Polskiego – Pająk (ZHP) i Olsztyn k. Częstochowy (ZHR)
- 1993 – 13rd National Scout Jamboree Boy Scouts of America w Fort A.P.Hill (Wirginia)
- 1995 – Światowy Zlot Harcerstwa Polskiego „Zegrze ’95” (ZHP)
- 1997 – 14th National Scout Jamboree Boy Scouts of America w Fort A.P.Hill (Wirginia)
- 1999 – Jubileuszowy Zlot X lecia ZHR – Lednica (ZHR)
- 2000 – Światowy Zlot Harcerstwa Polskiego „Gniezno 2000” (ZHP)
- 2001 – 15th National Scout Jamboree Boy Scouts of America w Fort A.P.Hill (Wirginia)
- 2004 – III Narodowy Zlot Harcerzy w Warszawie (ZHR)
- 2005 – 16th National Scout Jamboree Boy Scouts of America w Fort A.P.Hill (Wirginia)
- 2007 – Zlot ZHP „Kielce 2007”
- 2009 – Zlot XX-lecia ZHR w Koronowie
- 2010 – Zlot 100-lecia Harcerstwa „Twierdza” – Zegrze (ZHPpgk)
- 2010 – Jubileuszowy Zlot Stulecia Harcerstwa „Kraków 2010” (ZHP)
- 2010 – 17th National Scout Jamboree Boy Scouts of America w Fort A.P.Hill (Wirginia)
- 2011 – Jubileuszowy Zlot Stulecia Harcerstwa „Całym życiem – Przygoda XXI” – Kraków 2011 (ZHR)
- 2013 – 18th National Scout Jamboree Boy Scouts of America – Summit Bechtel Family National Scout Reserve (Wirginia Zachodnia)
- 2017 – 19th National Scout Jamboree Boy Scouts of America – Summit Bechtel Family National Scout Reserve (Wirginia Zachodnia)
- 2018 – Zlot ZHP „Gdańsk 2018” (z okazji 100-lecia ZHP)[7]
- 2019 - Jubileuszowy Zlot Trzydziestolecia ZHR - Rybaki (ZHR)[8]